# Saša Večtomov
Saša Večtomov (Alexandr Večtomov; Sasha Vechtomov; Alexander Iwanowitsch Wetschtomow, Александр Иванович Вечтомов; * 12. Dezember 1930 in Prag; † 29. Dezember 1989 in Prag) war ein tschechischer Cellist russischer Abstammung.
Večtomov erhielt den ersten Cellounterricht von seinem Vater Ivan Večtomov, der Solocelilst der Tschechischen Philharmonie war. Er war dann am Prager Konservatorium und der Akademie der musischen Künste in Prag Schüler von Ladislav Zelenka. Später nahm er noch Unterricht bei André Navarra. 
Večtomov spielte zwei Instrumente: ein Cello von Alessandro Gagliano von 1712 und ein Instrument von Antonio Guadanini von 1754. Als Solist trat er international bei Konzerten in ganz Europa, Südamerika, Japan, Indien, Ägypten u. a. auf und spielte mehrere Aufnahmen beim Label Supraphon ein. Als Kammermusiker war er Mitglied des České trio und des Prager Quartetts. Daneben unterrichtete er am Prager Konservatorium.